# Efeito Ganzfeld
O Efeito Ganzfeld (do alemão "campo inteiro/completo"), ou privação da percepção, é um fenômeno da percepção causado pela exposição de um estímulo uniforme e não estruturado. Esse efeito é o resultado do cérebro amplificando ruídos neurais na tentativa de enxergar sinais visuais ausentes. O ruído é interpretado pela parte superior do cortex visual, que resulta em alucinações.
Esse efeito tem sido mais estudado através da visão, onde o sujeito encara um campo de visão de cor uniforme e indiferenciável. O efeito visual é descrito como a perda da visão ao cérebro desligar os sinais imutáveis recebidos dos olhos. O resultado é como estar vendo tudo preto, um senso aparente de cegueira. O efeito Ganzfeld estimulado com um campo de visão oscilante, causa a aparição de padrões geométricos e cores, e esse é o princípio de funcionamento das Mind Machines (Máquinas mentais) e das Dreamachine (Máquina do Sonho). O Efeito Ganzfeld também pode levar algumas pessoas a um estado alucinatório, em adição a um Estado Alterado de Consciência (ASC - Altered State of Consciousness). ASC é qualquer estado significantemente diferente do estado normal das ondas cerebrais BETA.
A indução ao efeito Ganzfeld feito através de múltiplos sentidos é chamado de Efeito Ganzfeld Multimodal. Esse efeito é geralmente alcançado ao uso de algo como um Óculos Ganzfeld em adição a fones de ouvido com um estímulo uniforme.
Um efeito relacionado é a privação sensorial, embora neste caso o estímulo é minimizado em vez de desestruturado. Alucinações causadas através de um longo tempo de privação sensorial são similares às elementárias percepções causadas no Efeito Ganzfeld Luminoso e incluem sensações transitórias de flashes de luz ou cores. Alucinações causadas pela privação sensorial podem se transformar em cenários complexos.
O efeito é um componente do Experimento Ganzfeld, uma técnica usada no ramo da parapsicologia.

## História [editar]
Em 1930, um estudo feito pelo psicólogo Wolfgang Metzger estabeleceu que, quando indivíduos olham fixamente a um campo de visão sem características ou inexpressível, eles alucinam e seus eletroencefalogramas apresentam diferenças.
O Efeito Ganzfeld tem sido relatado desde os tempos antigos. Os adeptos de Pitágoras retiravam-se para cavernas totalmente escuras para receber sabedoria de suas visões. Efeito também conhecido como Efeito Cinema dos Prisoneiros. Mineiros presos em minas por causa de acidentes frequentemente reportavam terem tido alucinações, tendo visões e vendo fantasmas enquanto passavam dias no breu. Exploradores do Ártico, após passarem um longo espaço de tempo vendo nada além de paisagens brancas e sem características, reportaram terem tido alucinações e um estado alterado de consciência.